# Calvary Cemetery (Los Angeles)
Calvary Cemetery é um cemitério católico romano mantido pela Arquidiocese de Los Angeles na comunidade de East Los Angeles.

## Alguns sepultamentos notáveis
- Kathryn Adams (1893–1959), atriz
- King Baggot (1879–1948), ator, roteirista/diretor
- Lionel Barrymore (1878–1954), ator
- Ethel Barrymore (1879–1959), atriz
- Eugenie Besserer (1868–1934), atriz
- Francelia Billington (1895–1934), atriz
- Mykolas Biržiška (1882-1962), educador, reitor da Universidade de Vilnius, co-autor e signatário da Declaração de Independência da Lituânia
- Richard Boleslawski (1889–1937), diretor
- Mary Carr (1874–1973), atriz
- Helene Costello (1906–1957), atriz
- Lou Costello (1906–1959), ator e comediante
- Dolores Costello (1903–1979), atriz
- Mae Costello (1882–1929), atriz
- Maurice Costello (1877–1950), ator
- Edward L. Doheny (1856–1935), magnata do petróleo
- Jack Dragna (1891–1956), chefão da família criminosa de Los Angeles
- William W. Dixon (1838–1910), U.S. Representative (Democrat, Fifty-Second Congress). Later moved to Rock Creek Cemetery, Washington, D.C.
- Irene Dunne (1898–1990), atriz
- Stepin Fetchit (1902–1985), comediante[1]
- Bryan Foy (1896–1977), produtor de cinema e diretor
- Henry Gage (1852–1924), governador da Califórnia
- Cedric Gibbons (1893–1960), diretor de arte de cinema prolífico e designer de produção
- Elaine Hammerstein (1897–1948), atriz
- Ted Healy (1896–1937), ator/primeiro empregador dos Três Patetas
- John Hodiak (1914–1955), ator
- Mervin King (1914–2008), capitão do Departamento de Polícia de Los Angeles
- Emilio Kosterlitzky (1853–1928), linguista e soldado da fortuna nascido na Rússia
- Leno La Bianca (1925–1969), assassinado pela família Charles Manson
- Timothy Manning (1909–1989), cardeal católico romano, terceiro arcebispo de Los Angeles
- Bull Montana (1887–1950), lutador, ator
- Zachariah Montgomery (1825-1900), Procurador-Geral Adjunto no primeiro governo do presidente Grover Cleveland
- Matt Moore (1888–1960), ator
- Owen Moore (1886–1939), ator
- Jelly Roll Morton (1885–1941), músico
- J. Carrol Naish (1897–1973), ator
- Pola Negri (1897–1987), atriz
- Mabel Normand (1892–1930), atriz e comediante
- Ramón Novarro (1899–1968), ator
- Pauline O'Neill (1865 - 1961), mulher de Buckey O'Neill do regimento Rough Riders
- Mary Philbin (1903–1993), atriz
- Jack Reagan (1883–1941), pai de Ronald Reagan
- Nelle Wilson Reagan (1883–1962), mãe de Ronald Reagan
- Hugo Reid (1811–1852)
- Hal Roach Jr. (1918–1972), produtor de cinema
- Harry Ford Sinclair (1876–1956), industrialista do petróleo
- Victor Varconi (1891–1976), ator estadunidense nascido na Hungria
- Jose Yarba (1892–1957), também conhecido como Mexican Joe Rivers
- Eddie Collins (1883–1940), ator[2]